# Väike-Tulpe saar
Väike-Tulpe saar är en ö i Estland.   Den ligger i landskapet Saaremaa (Ösel), i den västra delen av landet, 190 km sydväst om huvudstaden Tallinn. Arean är 1,8 kvadratkilometer.
Terrängen på Väike-Tulpe saar är mycket platt. Öns högsta punkt är 8 meter över havet. Den sträcker sig 2,1 kilometer i nord-sydlig riktning, och 2,0 kilometer i öst-västlig riktning.